# Johannes Simon (General)
Johannes Karl Eduard Simon (* 2. Mai 1855 in Berlin; † 24. August 1929 ebenda) war ein preußischer Generalleutnant.

## Leben

### Herkunft
Er war der Sohn des Besitzers der Simons-Apotheke in Berlin, Karl Simon (1822–1883) und dessen Ehefrau Elisabeth, geborene Jordan (1830–1903).

### Militärkarriere
Simon besuchte die Höhere Knabenschule des Dr. Wohlthat sowie das Französische Gymnasium und das Kadettenhaus in Berlin. Anschließend wurde er am 19. April 1873 als charakterisierter Portepeefähnrich dem 1. Hessischen Husaren-Regiment Nr. 13 der Preußischen Armee überwiesen. Nach einer knapp zweijähriger Dienstzeit zur Reserve entlassen, absolvierte Simon in der Folgezeit verschiedene Reserveübungen beim Brandenburgischen Husaren-Regiment (Zietensche Husaren) Nr. 3 und avancierte Mitte Dezember 1875 zum Sekondeleutnant der Reserve. Auf seinen Wunsch hin wurde er am 12. Februar 1876 in das aktive Dienstverhältnis übernommen und im 1. Hannoverschen Dragoner-Regiment Nr. 9 angestellt. Ab dem 1. Oktober 1884 absolvierte Simon zur weiteren Ausbildung für drei Jahre die Kriegsakademie und stieg zwischenzeitlich zum Premierleutnant auf. Am 15. Juli 1890 wurde er als Adjutant zur 34. Kavallerie-Brigade nach Metz kommandiert und in dieser Stellung Mitte Februar 1891 zum Rittmeister befördert. Vom 16. Februar 1892 bis zum 17. August 1896 diente er als Eskadronchef im 2. Hannoverschen Dragoner-Regiment Nr. 16 und war anschließend als Adjutant beim Generalkommando des VII. Armee-Korps in Münster tätig. Unter Belassung in dieser Stellung wurde Simon am 27. Januar 1898 als Major in das 2. Badische Dragoner-Regiment Nr. 21 versetzt. Für zwei Jahre führte er die 5. Eskadron des Magdeburgischen Dragoner-Regiments Nr. 6 in Diedenhofen und trat anschließend zum Stab des Ulanen-Regiments „Prinz August von Württemberg“ (Posensches) Nr. 10 in Züllichau über. Am 14. Juni 1904 wurde Simon zum Kommandeur des Schleswig-Holsteinischen Ulanen-Regiments Nr. 15 in Saarburg ernannte und in dieser Stellung am 15. September 1904 zum Oberstleutnant sowie am 14. April 1907 zum Oberst befördert. Simon wurde am 20. April 1910 mit der Führung der in Metz stationierten 33. Kavallerie-Brigade beauftragt und Ende April für seine Leistungen in der Truppenführung mit dem Kronenorden II. Klasse ausgezeichnet. Nachdem er am 17. Mai 1910 zum Kommandeur des Großverbandes ernannt worden war, stürzte Simon während der Herbstübungen vom Pferd und zog sich schwere Verletzungen zu. Er wurde am 20. März 1911 noch zum Generalmajor befördert, musste krankheitsbedingt aber seinen Abschied einreichen. Unter Verleihung des Roten Adlerordens II. Klasse mit Eichenlaub wurde Simon am 22. April 1912 mit der gesetzlichen Pension zur Disposition gestellt.
Nach Ausbruch des Ersten Weltkriegs wurde Simon als z.D.-Offizier wiederverwendet und kommandierte ab Mitte November 1914 die 6. gemischte Landwehr-Infanterie-Brigade. Am 22. März 1916 wurde ihm der Charakter als Generalleutnant verliehen und Simon am 25. März 1917 zum Kommandeur der 72. Reserve-Infanterie-Brigade ernannt, die er auch nach der Umbildung zur 1. Landsturm-Brigade weiter kommandierte. Am 1. September 1917 erhielt Simon das Kommando über die 43. Reserve-Infanterie-Brigade. Mit dem Großverband konnte er sich während der Kämpfe in Flandern und um den Kemmelberg besonders bewähren. Nachdem er beide Klassen des Eisernen Kreuzes erhalten hatte, wurden ihm die Schwerter zum Roten Adlerorden II. Klasse mit Eichenlaub verliehen. Simons Mobilmachungsbestimmung wurde nach Kriegsende am 20. Dezember 1918 aufgehoben.
Nach seiner Verabschiedung war er Begründer des Offiziervereins des Schleswig-Holsteinischen Ulanen-Regiments Nr. 15 und seit 1927 dessen Ehrenvorsitzender.

### Familie
Simon hatte sich am 16. Juni 1890 in Magdeburg mit Laura von Hänisch (1865–1953) verheiratet. Sie war eine Tochter des preußischen Generals der Kavallerie Carl von Hänisch.